# Мурав'янка білощока
Мурав'янка білощока (Gymnopithys leucaspis) — вид горобцеподібних птахів родини сорокушових (Thamnophilidae). Мешкає в Амазонії.

## Підвиди
Виділяють чотири підвиди:

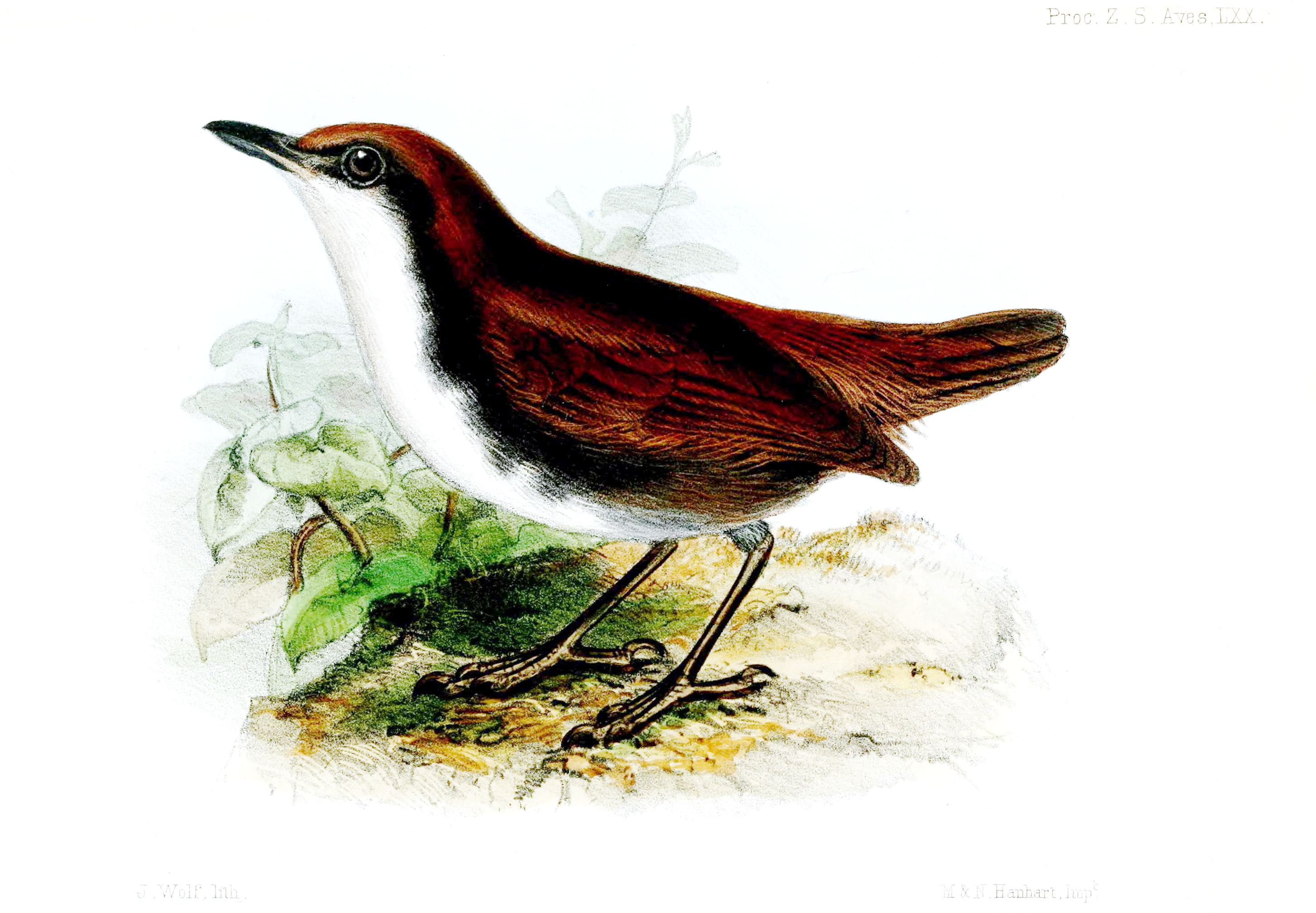
Білощока мурав'янка

- G. l. leucaspis (Sclater, PL, 1855) — східа Колумбія (Мета);
- G. l. castaneus Zimmer, JT, 1937 — південь центральної Колумбії (Путумайо), схід Еквадору і північний схід Перу (на захід від Напо, на північ від Мараньяну);
- G. l. peruanus Zimmer, JT, 1937 — північ Перу (на південь від Мараньяну в Амазонасі, Лорето і Сан-Мартіні);
- G. l. lateralis Todd, 1927 — південно-східна Колумбія, крайній північний схід Перу (на схід від Напо) і північно-західна Бразильська Амазонія (на північ від Амазонки, на захід від Ріу-Негру).

Строката мурав'янка раніше вважався конспецифічною з білощокою мурав'янкою, однак була визнана окремим видом.

## Поширення і екологія
Білощокі мурав'янки мешкають в Колумбії, Еквадорі, Перу і Бразилії. Вони живуть в підліску вологих рівнинних тропічних лісів. Зустрічаються на висоті до 900 м над рівнем моря. Білощокі мурав'янки слідують за бродячими мурахами, живлячись комахами та іншими безхребетними, що тікають від мурах. 